# Troglotrema mustelae
Troglotrema mustelae är en plattmaskart. Troglotrema mustelae ingår i släktet Troglotrema och familjen Troglotrematidae. Inga underarter finns listade i Catalogue of Life.